# Verdier
Verdier je priimek več oseb:
- Bernard-Pierre Verdier, francoski general
- Jean Verdier, francoski rimskokatoliški duhovnik, škof in kardinal
- Joseph-Guillaume Verdier, francoski general